# Schwarzachtalbrücke
Die Schwarzachtalbrücke ist  eine Eisenbahnbrücke der Schnellfahrstrecke Nürnberg–Ingolstadt mit einer Länge von 104 m. Sie befindet sich im Südwesten der mittelfränkischen Marktgemeinde Feucht. Sie liegt direkt auf der Gemeindegrenze zwischen Schwarzenbruck und Wendelstein auf Höhe von Streckenkilometer 15,0 und überspannt das namensgebende Tal der Schwarzach. Die Schwarzachtalbrücke ist im Zuge der Verkehrswegebündelung zwischen zwei bestehenden Autobahnen errichtet worden: Westlich der Brücke verläuft die Bundesautobahn 73, östlich liegt die Autobahnraststätte Nürnberg/Feucht der Bundesautobahn 9.
Das 2005 fertiggestellte Bauwerk nimmt zwei Gleise in Fester Fahrbahn auf, die mit 300 km/h befahren werden können.

## Bau
Während die Arbeiten an der Trasse der Neubaustrecke im betroffenen Abschnitt im Jahr 2000 begannen, startete die Errichtung des Brückenbauwerks im Jahr 2004. Dabei wurde die Brücke auf einem Traggerüst erstellt, der Unterbau des Bauwerks auf Bohrpfählen errichtet. Die Plattenbalken weisen eine Konstruktionshöhe von 2,8 m im Bereich der Pfeiler bzw. 1,8 m in der Mitte der Felder auf. Der Überbau wurde aus 1800 m³ Beton hergestellt. Die Betonage erfolgte in einem Guss von 14 Stunden Dauer. Insgesamt betrug die Bauzeit der Brückenkonstruktion 13 Monate.
Die Montage des Oberbaus und der Festen Fahrbahn war im April 2005 abgeschlossen; nachdem im November 2005 die Oberleitung angebracht und in Betrieb genommen wurde, konnten erste Testfahrten durchgeführt werden. Im regulären Fahrgastbetrieb befindet sich die Brücke seit der Eröffnung der Neubaustrecke Nürnberg-Ingolstadt im Mai 2006.